# Bennington, New Hampshire
Bennington är en kommun (town) i Hillsborough County i delstaten New Hampshire, USA med 1 476 invånare (2010).